# Pierre Étienne Louis Eyt
Pierre Étienne Louis Eyt (Laruns, 4 giugno 1934 – Bordeaux, 11 giugno 2001) è stato un cardinale e arcivescovo cattolico francese.

## Biografia

### Sacerdozio
Pierre Eyt venne ordinato sacerdote a Bayonne il 29 giugno 1961, dopo aver compiuto studi di diritto a Pau e poi presso i seminari di Bayonne e di Tolosa (dal 1956 al 1959 ha dovuto sospendere gli studi per prestare il servizio militare in Algeria).
Nel 1963 fu cappellano nella Chiesa di San Luigi dei Francesi a Roma e studente presso la Pontificia Università Gregoriana di Roma ove ottenne il dottorato in teologia e successivamente il compito di ricercatore presso la Biblioteca Apostolica Vaticana.
Divenne nel 1975 rettore dell'Istituto Cattolico di Tolosa e nel 1981 rettore dell'Institut catholique de Paris. Nel 1980 divenne membro della Commissione Teologica Internazionale.

### Episcopato
Il 7 giugno 1986 fu nominato vescovo coadiutore nell'arcidiocesi di Bordeaux e venne consacrato vescovo il 28 settembre dello stesso anno. Il 31 maggio 1989 divenne arcivescovo della stessa diocesi.
Egli diede inizio nell'arcidiocesi ad una preparazione al sinodo che durò da pasqua 1990, quando il sinodo fu annunciato, fino alla Pentecoste del 1993. Dopo la fase inquisitoria, condotta da novembre 1990 fino a marzo 1991, ebbe luogo la seconda fase, quella delle équipe sinodali (dicembre 1991 - giugno 1992). La terza fase fu quella delle assemblee sinodali, che riunirono 470 persone fra novembre 1992 e maggio 1993. Il sinodo diocesano si concluse con la pubblicazione degli atti sinodali, avvenuta nel settembre del 1993.
A partire dal 1994 Mons. Eyt presiede la commissione dottrinale della Conferenza Episcopale di Francia.

### Cardinalato
Nel concistoro del 26 novembre 1994 papa Giovanni Paolo II lo nominò cardinale con il titolo di cardinale presbitero della Santissima Trinità al Monte Pincio.
Nella Curia romana è stato membro della Congregazione per l'Educazione Cattolica e della Congregazione per la Dottrina della Fede.
Morì a Bordeaux l'11 giugno 2001 dopo una lunga lotta contro il cancro e la sua salma è sepolta nel cimitero del paese natale a Laruns.

## Pubblicazioni
- (FR)  Pierre Eyt, Je crois en Dieu, Desclée de Brouwer, 1985
- (FR)  Pierre Eyt, L'avenir de l'homme, Desclée de Brouwer, 1986

## Genealogia episcopale e successione apostolica
La genealogia episcopale è:
- Cardinale Scipione Rebiba
- Cardinale Giulio Antonio Santorio
- Cardinale Girolamo Bernerio, O.P.
- Arcivescovo Galeazzo Sanvitale
- Cardinale Ludovico Ludovisi
- Cardinale Luigi Caetani
- Cardinale Ulderico Carpegna
- Cardinale Paluzzo Paluzzi Altieri degli Albertoni
- Papa Benedetto XIII
- Papa Benedetto XIV
- Papa Clemente XIII
- Cardinale Marcantonio Colonna
- Cardinale Giacinto Sigismondo Gerdil, B.
- Cardinale Giulio Maria della Somaglia
- Cardinale Carlo Odescalchi, S.I.
- Vescovo Eugène de Mazenod, O.M.I.
- Cardinale Joseph Hippolyte Guibert, O.M.I.
- Cardinale François-Marie-Benjamin Richard de la Vergne
- Vescovo Marie-Prosper-Adolphe de Bonfils
- Cardinale Louis-Ernest Dubois
- Cardinale Georges-François-Xavier-Marie Grente
- Arcivescovo Marcel-Marie-Henri-Paul Dubois
- Cardinale Gabriel Auguste François Marty
- Arcivescovo Marius-Félix-Antoine Maziers
- Cardinale Pierre Étienne Louis Eyt

La successione apostolica è:
- Arcivescovo Jean-Charles Marie Descubes (1997)
- Vescovo Patrick Le Gal (1997)
- Arcivescovo Jean-Louis Bruguès, O.P. (2000)